# Lefors
Lefors è un centro abitato degli Stati Uniti d'America situato nella contea di Gray dello Stato del Texas.
La popolazione era di 497 persone al censimento del 2010.

## Storia
L'area intorno alla moderna Lefors era vicina al cuore delle terre occupate dai nativi americani Comanche prima degli anni 1860 ("Comancheria") e costituiva un sito di accampamento per le tribù nomadi. In questa zona si ebbe uno degli ultimi scontri tra l'esercito statunitense e bande di Comanche il 29 settembre del 1872.
Lefors fu fondata nel 1888 da Travis Leach, Henry Thut, Henry B. Lovett e Perry LeFors, e prese il nome da quest'ultimo, che si era spostato con suo padre nel Panhandle nel 1878 e che in seguito lavorò nell'azienda di allevamento del Diamond F Ranch, parte della White Deer Lands (Francklyn Land and Cattle Company). La prima proprietà, nel 1882, fu quella di Travis Leach, un agricoltore e agrimensore, la cui capanna di tronchi servì come stazione di posta per le diligenze sulla strada tra Fort Elliott o Mobeetie e Tascosa. Negli anni 1880 si stabilirono nelle vicinanze anche Henry B. Lovett, che era stato un cacciatore di bisonti e Henry Thut, un immigrato svizzero, la cui cognata, Emma Lang, sposò LeFors. Sempre nelle vicinanze George Henry Saunders aveva il centro del suo ranch.
Nel 1892 fu aperto un ufficio postale, di cui si occupò Thut, e fu l'amministrazione postale a imporre la grafia del nome con la F minuscola. Nel 1896 venne costruito un edificio che serviva come chiesa e come scuola.
Quando nel 1902 venne creata la contea di Gray, Lefors fu scelta come sede amministrativa e vi fu eretto un tribunale a due piani. Thut divenne il primo tesoriere della contea e costruì un albergo, mentre Perry LeFors fu il primo capo della polizia. Nel 1910 la popolazione aveva raggiunto 150 abitanti e la città restò sede della contea nonostante le piccole dimensioni e la mancanza di una ferrovia.
Negli anni 1920 vennero scoperti nelle vicinanze tre giacimenti di petrolio e Lefors profittò del boom soprattutto per quanto riguardava gli immobili e fu stabilito un distretto scolastico autonomo e arrivò l'elettricità. Nel 1931 vi si costituì la prima società e nel 1392 vi giunse anche la ferrovia da Pampa. La popolazione superò gli 800 abitanti nel 1940 e diverse confessioni protestanti vi stabilirono delle chiese.
Il 7 aprile 1938 una tempesta di neve causò la morte di otto persone e il blocco di circa 50 automobili e 100 persone sulla strada tra Pampa e Lefors, che dovettero essere salvati dai trattori e dall'esercito.
Un'alluvione colpì la città nel 1961. Nel 1964 furono chiuse diverse fabbriche che producevano nerofumo, causando una forte disoccupazione. Nel 1975 la città venne colpita da un tornado. La città ricevette il soprannome di "Città fantasma" dai suoi residenti, a causa dello scarso numero della popolazione e delle case abbandonate in seguito ad un rilevante calo della popolazione.

## Geografia fisica
Lefors è situata a 35°26′20″N 100°48′13″W (35.438787, -100.803721), sulla lato nord del Red River e sulla State Highway 273, dodici miglia a sud est di Pampa, nel centro della contea di Gray.
Secondo lo United States Census Bureau, ha un'area totale di 0,4 miglia quadrate (1,0 km²).

## Società

### Evoluzione demografica
Secondo il censimento del 2000, c'erano 559 persone, 231 nuclei familiari e 154 famiglie residenti nella città. La densità di popolazione era di 1.416,5 persone per miglio quadrato (553,4/km²). C'erano 290 unità abitative a una densità media di 734,9 per miglio quadrato (287,1/km²). La composizione etnica della città era formata dal 97,32% di bianchi, lo 0,18% di afroamericani, l'1,25% di altre razze, e l'1,25% di due o più etnie. Ispanici o latinos di qualunque razza erano il 5,19% della popolazione.
C'erano 231 nuclei familiari di cui il 32,5% aveva figli di età inferiore ai 18 anni, il 58,0% erano coppie sposate conviventi, il 6,9% aveva un capofamiglia femmina senza marito, e il 33,3% erano non-famiglie. Il 31,2% di tutti i nuclei familiari erano individuali e il 19,0% aveva componenti con un'età di 65 anni o più che vivevano da soli. Il numero di componenti medio di un nucleo familiare era di 2,42 e quello di una famiglia era di 3,05.
La popolazione era composta dal 27,2% di persone sotto i 18 anni, il 7,2% di persone dai 18 ai 24 anni, il 24,2% di persone dai 25 ai 44 anni, il 22,4% di persone dai 45 ai 64 anni, e il 19,1% di persone di 65 anni o più. L'età media era di 38 anni. Per ogni 100 femmine c'erano 88,2 maschi. Per ogni 100 femmine dai 18 anni in giù, c'erano 85,8 maschi.
Il reddito medio di un nucleo familiare era di 27.500 dollari, e quello di una famiglia era di 38.594 dollari. I maschi avevano un reddito medio di 28.611 dollari contro i 21.071 dollari delle femmine. Il reddito pro capite era di 13.165 dollari. Circa l'8,3% delle famiglie e il 9,9% della popolazione erano sotto la soglia di povertà, incluso il 7,7% di persone sotto i 18 anni e il 5,6% di persone di 65 anni o più.